# Sondern (Wuppertal)
Sondern ist eine Siedlung im Wuppertaler Wohnquartier Beyenburg-Mitte im Stadtbezirk Langerfeld-Beyenburg.

## Geografie
Die Ortslage befindet sich westlich des Beyenburger Ortskerns auf einem bewaldeten Höhenrücken auf 280 m ü. NHN zwischen den Tälern des Herbringhauser Bachs, der Wupper und des Lohmühlenbachs. Die Landesstraße 411 steigt bei der Siedlung zur Beyenburger Brücke hinab.
In Sondern befindet sich ein Sportplatz. Der Wuppertaler Rundweg sowie ein weiterer Ortswanderweg berühren die Ortslage.

## Geschichte und Etymologie
Die mit Einfamilienhäusern bebaute Ortslage entstand im zweiten Drittel des 20. Jahrhunderts. Zuvor bestand die einzige Bebauung an diesem Ort aus einer Sprengstofffabrik der Dynamit Nobel AG, die nach dem Ersten Weltkrieg an die Pyros-Feuerwerksgesellschaft überging. In den 1920er Jahren wurde die Fabrik durch einen Brand zerstört und nicht wieder aufgebaut. Der größte Teil des Geländes wurde von dem Gemeinnützigen Bauverein Dünne GmbH aus Dünne im Kreis Herford erworben.
Nach der Weltwirtschaftskrise wurde 1930 durch eine Notverordnung der Regierung Brüning den Kommunen auferlegt, arbeitslosen Mitbürgern Siedlungsgelände zur Verfügung zu stellen. 1931 begann nach Vermittlung durch den Pastor Friedrich von Bodelschwingh (Sohn des Gründers der Von Bodelschwinghsche Anstalten Bethel) der Siedlungsbau durch Mitglieder des 1930 gegründeten Arbeitslosenvereins „Dennoch“. Die ersten 50 Häuser wurden 1935 fertiggestellt. Weitere 60 Häuser folgten zwischen 1949 und 1958 in einem zweiten Bauabschnitt.
Namensgebend ist das Waldgebiet Sondernbusch, ein herzoglicher Kameralwald, der im Gegensatz zum bäuerlichen Markwald mit besonderen herrschaftlichen Rechten versehen war, siehe auch Sondern.
Die heutige Landesstraße 411 war im Mittelalter ein Teil des Heerwegs Köln–Dortmund und so befand sich südlich des heutigen Siedlungsgebietes ein Schlagbaum in der Elberfelder Linie der Bergischen Landwehr.